# Fågelvik och Nykvarn
Fågelvik och Nykvarn var en av SCB avgränsad och namnsatt småort på norra Ingarö i Värmdö kommun. Småorten omfattade bebyggelse som ligger öster om gården Fågelvik i bostadsområdet Nykvarn. Området klassades som småort första gången 1995 då med namnet Fågelvik som användes till och med 2005. Småorten som nu bär namnet Fågelvik ligger väster om gården och denna bebyggelse och klassades som småort första gången 2010. I samband med tätortsavgränsningen 2015 kom småorten att inkluderas i tätorten Ingaröstrand.